# Sve što ste oduvijek željeli znati o seksu (ali ste se bojali pitati) (1971.)
Sve što ste oduvijek željeli znati o seksu (ali ste se bojali pitati) (engl. Everything You Always Wanted to Know About Sex *(*But Were Afraid to Ask) ) satirični film je Woody Allena iz 1971. Allen glumi i u većini priča. Vjerovano najpoznatiji je njegov nastup u ulozi spermija u priči "Što se događa tijekom ejakulacije".

## Radnja
Film u epizodama se oslanja na satirički način na seksualno obrazovnu knjigu Davida Rubena. U sedam epizoda Woody Allen nastoji odgovoriti na pitanja pojedinih poglavlja u skladu s knjigom. 

## Vanjske poveznice
- Filmski. net  Arhivirana inačica izvorne stranice od 7. ožujka 2011. (Wayback Machine)